# اشچینیتک، استان وودژ
اشچینیتک، استان وودژ (به لاتین: Trzciniec, Łódź Voivodeship) یک منطقهٔ مسکونی در لهستان است که در Gmina Sulmierzyce واقع شده‌است.